# Église Notre-Dame de Chantemerle-les-Blés
L'église Notre-Dame de Chantemerle-les-Blés est un édifice religieux catholique situé dans la commune de Chantemerle-les-Blés, en France.

## Généralités
L'église est située sur un promontoire au sud du village de Chantemerle-les-Blés, dans le département de la Drôme, en région Auvergne-Rhône-Alpes, en France. Elle fait partie de la paroisse Saint Vincent de l’Hermitage, du diocèse de Valence.

## Historique
L'église actuelle a vraisemblablement été construite aux XIe siècle et XIIe siècle sur les vestiges d'un lieu de culte plus ancien.
L'église est classée au titre des Monuments historiques par arrêté du 12 septembre 1905.

## Description
L'église est de style roman et construite en pierres de taille de molasse et pierres volcaniques du Massif central. À l'extérieur, le clocher est carré, percé d'ouvertures à arcades. La façade est décorée à influence mauresque et orientale et les murs sont rythmés par des contreforts.
À l'intérieur, la nef est voûtée en plein cintre soutenue par des piliers. 26 chapiteaux ornent les piliers et représentent des animaux dont les sculpteurs n'avaient sûrement pas connaissance : animaux fantastiques et diablotin mais aussi visages humains, oiseaux et feuillages.

## Mobilier
Une reproduction de la Vierge noire du Puy, dont l'originale a sûrement été détruite à la Révolution, est composée de plâtre et posé sur un socle en bois.